# Val Devero
Le val Devero se trouve dans la région du val d'Ossola (province du Verbano-Cusio-Ossola), dans le Piémont. Située à l’extrême nord du Piémont, cette vallée jouxte la frontière entre l'Italie et la Suisse.

## Géographie

### Topographie
Ce vallon bifurque de la vallée Antigorio au niveau de Baceno, qui en est son unique commune, et s’ouvre vers son sommet. Il forme ainsi un plateau d’altitude appelé localement Piana di Dèvero, qui mène au parc naturel de l'Alpe Veglia-Alpe Devero.
La rivière Devero irrigue toute la vallée et ses principaux hameaux, Crampiolo, Devero, Goglio di Baceno et Croveo, avant de se jeter dans la rivière Toce en aval de Baceno.
La vallée regorge de lacs alpins et de bassins de retenue artificiels pour la production d’énergie hydroélectrique, tels que le Lago di Agàro, submergeant l'ancienne localité homonyme, ainsi que le Lago di Devero (ou Codelago), lieux de tourisme estival.
En période hivernale, la Piana, représente un paradis pour le ski de fond avec une piste circulaire de 6 km, ainsi qu’une piste de 18 km menant au Lago di Devero. En outre des remontées mécaniques sont implantées sur les flancs du mont Cazzòla.

### Géologie
La région est riche en minéraux les plus divers :
- andradite ;
- apatite ;
- diopside ;
- calcite ;
- ilménite ;
- épidote ;
- titanite.

Rien que dans les gneiss se trouvent :
- quartz ;
- hématite ;
- anatase ;
- adulaire ;
- cyanite ;
- grenat.